# Кёккыя
Кёккыя (кирг. Көккыя; Кёк-Кыя, кирг. Көк-Кыя; в верхнем течении — Курумдук) — река в Кыргызстане, течёт по территории Ат-Башинского района Нарынской области. Правый приток реки Аксай.
Длина реки составляет 83 км. Площадь водосборного бассейна равняется 1050 км². Среднегодовой расход воды — 3,75 м³/с.
Исток реки находится у перевала Курумдук на склонах хребта Какшаал-Тоо.
Притоки:
- правые: Аксайуру (29 км; кирг. Аксайууру), Туюк-Ботомойнок (28 км; кирг. Туюкботомойнок), Карабель (10 км; кирг. Карабел) и др.;
- левые: Туюкходжент (13 км; кирг. Туюкхожент), Ходжент (11 км; кирг. Хожент) и др.